# Liste der Baudenkmale in Bergholz
In der Liste der Baudenkmale in Bergholz sind alle denkmalgeschützten Bauten der vorpommerschen Gemeinde Bergholz und ihrer Ortsteile aufgelistet. Grundlage ist die Veröffentlichung der Denkmalliste des Kreises Uecker-Randow mit dem Stand vom 1. Februar 1996. 

## Baudenkmale nach Ortsteilen

### Bergholz
| ID | Lage                          | Bezeichnung                                                     | Beschreibung | Bild                                 |
| -- | ----------------------------- | --------------------------------------------------------------- | --- | ------------------------------------ |
|    | (Karte)                       | Kirche mit Kirchhofmauer und -portal                            | Historisierender, neugotischer, einschiffiger Backsteinbau von 1864 auf hohem Sockel mit Holztonnengewölbe und Treppengiebel; eingezogener Polygonchor mit Rippengewölbe; quadr. Westturm mit achtseitigem Spitzhelm; Ausstattung aus der Bauzeit, Kaltschmidt-Orgel von 1864; altes Friedhofsportal aus Backstein von um 1600. | Kirche mit Kirchhofmauer und -portal |
|    |                               | Kriegerdenkmal 1914/1918                                        | | Kriegerdenkmal 1914/1918             |
|    | Löcknitzer Straße 4 (Karte)   | Wohnhaus mit Windfang                                           | |                                      |
|    | Löcknitzer Straße 5 (Karte)   | Wohnhaus                                                        | |                                      |
|    | Löcknitzer Straße 10 (Karte)  | Wohnhaus                                                        | |                                      |
|    | Löcknitzer Straße 31 (Karte)  | Wohnhaus und Stallspeicher                                      | |                                      |
|    | Löcknitzer Straße 34 (Karte)  | Wohnhaus, Stall und Schmiede                                    | |                                      |
|    | Menkiner Straße 6 (Karte)     | Wohnhaus, Stallspeicher und Scheune                             | |                                      |
|    | Menkiner Straße 7 (Karte)     | Wohnhaus                                                        | |                                      |
|    | Menkiner Straße 8 (Karte)     | Wohnhaus und Stallspeicher                                      | |                                      |
|    | Menkiner Straße 13/14 (Karte) | Brunnen und Pumpe                                               | |                                      |
|    | Menkiner Straße 24 (Karte)    | Wohnhaus                                                        | |                                      |
|    | Menkiner Straße 32 (Karte)    | Wohnhaus                                                        | |                                      |
|    | Menkiner Straße 35 (Karte)    | Wohnhaus                                                        | |                                      |
|    | Menkiner Straße 37 (Karte)    | Wohnhaus und Scheune                                            | |                                      |
|    | Menkiner Straße 38 (Karte)    | Wohnhaus, Stallspeicher, Scheune und Hofpflasterung             | |                                      |
|    | Menkiner Straße 41 (Karte)    | Schule                                                          | |                                      |
|    | Menkiner Straße 42 (Karte)    | Wohnhaus und Stallspeicher                                      | |                                      |
|    | Rossower Straße 1 (Karte)     | Brunnen                                                         | |                                      |
|    | Rossower Straße 2 (Karte)     | Wohnhaus und Scheune                                            | |                                      |
|    | Rossower Straße 3 (Karte)     | Wohnhaus und Stall                                              | |                                      |
|    | Rossower Straße 12 (Karte)    | Haustür                                                         | |                                      |
|    | Rossower Straße 13 (Karte)    | Stallspeicher                                                   | |                                      |
|    | Rossower Straße 24 (Karte)    | Stallspeicher                                                   | |                                      |
|    | Rossower Straße 25 (Karte)    | Wohnhaus und Zaun                                               | |                                      |
|    | Rossower Straße 30 (Karte)    | Wohnhaus und Stallspeicher                                      | |                                      |
|    | Rossower Straße 31 (Karte)    | Stallspeicher                                                   | |                                      |
|    | (Karte)                       | sog. "Gräzer Mühl" (an der Landstraße von Löcknitz nach Menkin) | |                                      |

### Caselow
| ID | Lage          | Bezeichnung                        | Beschreibung | Bild |
| -- | ------------- | ---------------------------------- | --- | ---- |
|    | Dorfstraße 15 | Gutshaus                           | 2-gesch. Backsteinbau mit roten und gelben Klinkern; Besitz von 1897 der Familien Eisleben und ab 1925 Schünemann: 1935 Aufsiedlung der Domäne; Sanierung um 2001. |      |
|    | Dorfstraße 21 | Wohnhaus mit Stallteil und Scheune | |      |

## Quelle
- Bericht über die Erstellung der Denkmallisten sowie über die Verwaltungspraxis bei der Benachrichtigung der Eigentümer und Gemeinden sowie über die Handhabung von Änderungswünschen (Stand: Juni 1997)

- Karte mit allen Koordinaten:
- OSM |
- WikiMap